# Mancomunidad Tierra de Campos
La mancomunidad "Tierra de Campos" es una agrupación voluntaria de municipios para la gestión en común de determinados servicios de competencia municipal, creada por varios municipios en la provincia de Zamora, de la comunidad autónoma de Castilla y León, España.
Tiene personalidad jurídica propia, además de la consideración de entidad local. Engloba una población de casi 5.000 habitantes diseminados en diferentes núcleos de población de la comarca de Tierra de Campos en la provincia de Zamora.

## Municipios integrados
Cañizo, Castroverde de Campos, Cerecinos de Campos, Cotanes del Monte, Prado, Quintanilla del Monte, Quintanilla del Olmo, San Martín de Valderaduey, San Miguel del Valle, Valdescorriel, Vega de Villalobos, Villafáfila,  Villalobos, Villalpando, Villamayor de Campos, Villanueva del Campo, Villar de Fallaves y Villárdiga.

## Sede
Sus órganos de gobierno y administración tendrán su sede en la localidad de Villalpando. Su presidente (a fecha de 2009) es Julio Gómez Fernámdez, alcalde de Villalobos.

## Fines
Recogida de basuras y todos aquellos fines y servicios de competencia municipal que estime necesarios de implantar los órganos de la Mancomunidad de acuerdo con sus Estatutos.

## Estructura orgánica
El gobierno, administración y representación de la Mancomunidad corresponde a los siguientes órganos: presidente, vicepresidente, consejo de la mancomunidad y comisión de gobierno.